# 米本弥一郎
米本 弥一郎（よねもと やいちろう、1961年3月27日 - ）は日本の政治家。千葉県旭市長（2期）、旭市議会議員（2期）。

## 経歴
高校卒業後、家業を継いで農家となる。千葉県立農業大学校卒業。40代で放送大学教養学部に入学して卒業する。2013年12月15日、旭市議会議員選挙に立候補して、1位で初当選を果たした。2014年、議員に就任する。2017年12月17日、市議選でトップで再選を果たした。

### 2021年旭市長選挙
2021年4月24日、旭市長選挙に立候補する意向を表明した。5月31日付で市議を辞職した。7月19日、自由民主党、公明党の推薦と、引退する明智忠直市長らの応援を受け、元市議ら新人3人を破って初当選を果たした。
※当日有権者数：53,616人 最終投票率：49.93%（前回比：+9.28pts）
| 候補者名   | 年齢 | 所属党派 | 新旧別 | 得票数   | 得票率 | 推薦・支持             |
| ---------- | ---- | -------- | ------ | -------- | ------ | ---------------------- |
| 米本弥一郎 | 60   | 無所属   | 新     | 14,569票 | 55.35% | 自由民主党・公明党推薦 |
| 高橋利彦   | 78   | 無所属   | 新     | 6,593票  | 25.05% | -                      |
| 戸村ひとみ | 63   | 無所属   | 新     | 3,340票  | 12.69% | -                      |
| 菅生隆     | 62   | 無所属   | 新     | 1,820票  | 6.91%  | -                      |

8月2日に初登庁した。

### 2025年旭市長選挙
2025年7月20日の投開票の結果、新人との一騎打ちを制し再選。
※当日有権者数：51,255人 最終投票率：54.19%（前回比：+4.26pts）
| 候補者名   | 年齢 | 所属党派 | 新旧別 | 得票数   | 得票率 | 推薦・支持             |
| ---------- | ---- | -------- | ------ | -------- | ------ | ---------------------- |
| 米本弥一郎 | 64   | 無所属   | 新     | 20,262票 | 73.94% | 自由民主党・公明党推薦 |
| 戸村ひとみ | 67   | 無所属   | 新     | 7,142票  | 26.06% | -                      |

## 親族
- 伯父 - （氏名不明）（群馬県水上町長）[3][注釈 2]
- 従兄弟 - （氏名不明）（群馬県水上町議会議員）[3][注釈 2]
- 妻の親族 - 明智忠直（旭市長）[3][6][注釈 3]